# Geophis juarezi
Geophis juarezi är en ormart som beskrevs av Nieto-Montes de Oca 2003. Geophis juarezi ingår i släktet Geophis och familjen snokar. Inga underarter finns listade i Catalogue of Life.
Arten förekommer i norra delen av delstaten Oaxaca i Mexiko. Exemplar hittades vid cirka 800 meter över havet. De upptäcktes i tropiska städsegröna skogar. Det är inte känt om arten kan anpassa sig till förändrade skogar eller till odlingsmark. Honor lägger antagligen ägg.
Flera skogar i utbredningsområdet omvandlades till kaffeodlingar. IUCN kategoriserar arten globalt som otillräckligt studerad.